# Course en ligne féminine aux championnats du monde de cyclisme sur route 1973
Navigation
1972 1974
La course en ligne féminine aux championnats du monde de cyclisme sur route 1973 a lieu le 1er septembre 1973 à Montjuich en Espagne. Cette édition est remportée par la Belge Nicole Vandenbroeck.

## Classement
|                                    | Coureuse                   | Pays             |    | Temps          |
| ---------------------------------- | -------------------------- | ---------------- | -- | -------------- |
| Médaille d'or, Coupe du Monde      | Nicole Vandenbroeck        | Belgique         | en | 1 h 31 min 8 s |
| Médaille d'argent, Coupe du Monde  | Keetie van Oosten-Hage     | Pays-Bas         | +  |                |
| Médaille de bronze, Coupe du Monde | Valentina Rebrovskaja      | Union soviétique |    |                |
| 4                                  | Christiane Goeminne        | Belgique         |    |                |
| 5                                  | Ludmilla Drujinina         | Union soviétique |    |                |
| 6                                  | Ludmilla Markelova         | Union soviétique |    |                |
| 7                                  | Mariette Laenen            | Belgique         |    |                |
| 8                                  | Beryl Burton               | Royaume-Uni      |    |                |
| 9                                  | Lejane Cahard              | France           |    |                |
| 10                                 | Maria Cressari             | Italie           |    |                |
| 11                                 | Elsy Jacobs                | Luxembourg       |    |                |
| 12                                 | Josiane Bost               | Belgique         |    |                |
| 13                                 | Gré Knetemann-Donker       | Pays-Bas         |    |                |
| 14                                 | Lubov Zadoroznaya          | Union soviétique |    |                |
| 15                                 | Nina Trofimova             | Union soviétique |    |                |
| 16                                 | Mary Jane Reoch            | États-Unis       |    |                |
| 17                                 | Willy Kwantes              | Pays-Bas         |    |                |
| 18                                 | Annick Chapron             | France           |    | 1 min 34 s     |
| 19                                 | Hannah North               | États-Unis       |    | 1 min 34 s     |
| 20                                 | Beryl Burton               | Royaume-Uni      |    | 1 min 34 s     |
| 21                                 | Elisabeth Hoglund          | Suède            |    | 1 min 34 s     |
| 22                                 | Elisabeth Camus            | France           |    | 1 min 34 s     |
| 23                                 | Gianna Brovedano           | Italie           |    | 1 min 34 s     |
| 24                                 | Giuseppa Micheloni         | Italie           |    | 5 min 41 s     |
| 25                                 | Jana Polanská              | Tchéquie         |    | 5 min 41 s     |
| 26                                 | Linda Rombouts             | Belgique         |    | 6 min 47 s     |
| 27                                 | Truus van der Plaat        | Pays-Bas         |    | 6 min 47 s     |
| 28                                 | Bella Van der Spiegel-Hage | Pays-Bas         |    | 7 min 36 s     |
| 29                                 | Marie-Josée Fontaine       | Belgique         |    | 8 min 15 s     |
| 30                                 | Donna Tobias               | États-Unis       |    | 8 min 31 s     |
| 31                                 | Johanna Bosmans            | Belgique         |    | 9 min 16 s     |
| 32                                 | Solvej Carlsson            | Suède            |    | 9 min 16 s     |
| 33                                 | Maria Pecchenini           | Italie           |    | 9 min 16 s     |
| 34                                 | Mauricette Carpentier      | France           |    | 10 min 50 s    |